# Élections législatives de 1958 dans la Drôme
Les élections législatives françaises de 1958 se déroulent les 23 et 30 novembre 1958. Dans le département de la Drôme, trois députés sont à élire dans le cadre de trois circonscriptions.

## Élus
| Circonscription | Député élu            | Parti | Parti |
| --------------- | --------------------- | ----- | ----- |
| 1re             | Maurice-René Simonnet |       | MRP   |
| 2e              | Maurice Pic           |       | SFIO  |
| 3e              | Henri Durand          |       | CNIP  |

## Système électoral
Pour la première fois depuis 1936, les élections législatives ont lieu au scrutin uninominal majoritaire à deux tours dans des circonscriptions uninominales.
Est élu au premier tour le candidat qui réunit la majorité absolue des suffrages exprimés et un nombre de voix au moins égal au quart (25 %) des électeurs inscrits dans la circonscription. Si aucun des candidats ne satisfait ces conditions, un second tour est organisé entre les candidats ayant réuni un nombre de voix au moins égal à 5 % des suffrages exprimés. Au second tour, le candidat arrivé en tête est déclaré élu.
Le seuil de qualification, basé sur un pourcentage relativement faible des suffrages exprimés, tend à faciliter l'accès au second tour de plus de deux candidats. Les candidats en lice au second tour peuvent ainsi fréquemment être trois, un cas de figure appelé « triangulaire ». Lorsque quatre candidats s'affrontent au second tour, on parle de « quadrangulaire ».

## Résultats

### Résultats à l'échelle du département
| Parti          | Parti                                            | Premier tour | Premier tour | Second tour | Second tour | Sièges |
| Parti          | Parti                                            | Voix         | %            | Voix        | %           | Sièges |
| -------------- | ------------------------------------------------ | ------------ | ------------ | ----------- | ----------- | ------ |
|                | Centre national des indépendants et paysans      | 15 637       | 11,88        | 16 153      | 12,08       | 1      |
|                | Union pour la nouvelle République                | 14 717       | 11,18        | 25 456      | 19,04       | 0      |
|                | Modérés                                          | 2 592        | 1,97         | Retrait     | Retrait     | 0      |
|                | Droite parlementaire                             | 32 946       | 25,02        | 41 609      | 31,12       | 1      |
|                |                                                  |              |              |             |             |        |
|                | Section française de l'Internationale ouvrière   | 27 434       | 20,84        | 32 647      | 24,42       | 1      |
|                | Parti communiste français                        | 25 475       | 19,35        | 26 933      | 20,15       | 0      |
|                | Parti républicain, radical et radical-socialiste | 24 625       | 18,70        | 17 933      | 13,41       | 0      |
|                | Mouvement républicain populaire                  | 20 084       | 15,25        | 14 567      | 10,90       | 1      |
|                | Centre républicain                               | 1 108        | 0,84         |             |             | 0      |
|                |                                                  |              |              |             |             |        |
| Inscrits       | Inscrits                                         | 178 032      | 100,00       | 178 067     | 100,00      | 3      |
| Abstentions    | Abstentions                                      | 44 267       | 24,86        | 43 052      | 24,18       |        |
| Votants        | Votants                                          | 133 765      | 75,14        | 135 015     | 75,82       |        |
| Blancs et nuls | Blancs et nuls                                   | 2 093        | 1,56         | 1 326       | 0,98        |        |
| Exprimés       | Exprimés                                         | 131 672      | 98,44        | 133 689     | 99,02       |        |

### Résultats par circonscription

#### Première circonscription (Valence - Die)
| Candidat       | Candidat                  | Parti          | Premier tour | Premier tour | Second tour | Second tour |  |
| Candidat       | Candidat                  | Parti          | Voix         | %            | Voix        | %           |  |
| -------------- | ------------------------- | -------------- | ------------ | ------------ | ----------- | ----------- |  |
|                | Maurice-René Simonnet élu | MRP            | 10 418       | 22,39        | 14 567      | 30,74       |  |
|                | Maurice Michel            | PCF            | 9 834        | 21,13        | 10 754      | 22,69       |  |
|                | Maurice Vérillon          | SFIO           | 8 044        | 17,29        | 9 558       | 20,17       |  |
|                | Roger Ribadeau-Dumas      | UNR            | 7 488        | 16,09        | 12 515      | 26,41       |  |
|                | Jean Perdrix              | Radsoc         | 7 439        | 15,99        | Retrait     | Retrait     |  |
|                | Germaine Burgaz           | CNIP           | 3 311        | 7,12         | Retrait     | Retrait     |  |
|                |                           |                |              |              |             |             |  |
| Inscrits       | Inscrits                  | Inscrits       | 62 653       | 100,00       | 62 647      | 100,00      |  |
| Abstentions    | Abstentions               | Abstentions    | 15 348       | 24,5         | 14 821      | 23,66       |  |
| Votants        | Votants                   | Votants        | 47 305       | 75,5         | 47 826      | 76,34       |  |
| Blancs et nuls | Blancs et nuls            | Blancs et nuls | 771          | 1,63         | 432         | 0,9         |  |
| Exprimés       | Exprimés                  | Exprimés       | 46 534       | 98,37        | 47 394      | 99,1        |  |

#### Deuxième circonscription (Montélimar - Nyons)
| Candidat       | Candidat             | Parti          | Premier tour | Premier tour | Second tour | Second tour |  |
| Candidat       | Candidat             | Parti          | Voix         | %            | Voix        | %           |  |
| -------------- | -------------------- | -------------- | ------------ | ------------ | ----------- | ----------- |  |
|                | Maurice Pic élu      | SFIO           | 12 576       | 31,82        | 15 914      | 39,65       |  |
|                | René Seston          | PCF            | 8 506        | 21,52        | 9 147       | 22,79       |  |
|                | Louis Chancel        | Radsoc         | 5 239        | 13,26        | 2 130       | 5,31        |  |
|                | Michel Gallaud-Morel | UNR            | 4 652        | 11,77        | 12 941      | 32,25       |  |
|                | Jean Bel             | MRP            | 4 287        | 10,85        | Retrait     | Retrait     |  |
|                | Edmond Bernard       | CNIP           | 3 153        | 7,98         | Retrait     | Retrait     |  |
|                | Henri Berrang        | CR             | 1 108        | 2,8          |             |             |  |
|                |                      |                |              |              |             |             |  |
| Inscrits       | Inscrits             | Inscrits       | 53 302       | 100,00       | 53 289      | 100,00      |  |
| Abstentions    | Abstentions          | Abstentions    | 12 994       | 24,38        | 12 656      | 23,75       |  |
| Votants        | Votants              | Votants        | 40 308       | 75,62        | 40 633      | 76,25       |  |
| Blancs et nuls | Blancs et nuls       | Blancs et nuls | 787          | 1,95         | 501         | 1,23        |  |
| Exprimés       | Exprimés             | Exprimés       | 39 521       | 98,05        | 40 132      | 98,77       |  |

#### Troisième circonscription (Romans-sur-Isère)
| Candidat       | Candidat                | Parti          | Premier tour | Premier tour | Second tour | Second tour |  |
| Candidat       | Candidat                | Parti          | Voix         | %            | Voix        | %           |  |
| -------------- | ----------------------- | -------------- | ------------ | ------------ | ----------- | ----------- |  |
|                | Paul Deval              | Radsoc         | 11 947       | 26,19        | 15 803      | 34,23       |  |
|                | Henri Durand élu        | CNIP           | 9 173        | 20,11        | 16 153      | 34,99       |  |
|                | Pierre Roudier          | PCF            | 7 135        | 15,64        | 7 032       | 15,23       |  |
|                | Auguste Delaye          | SFIO           | 6 814        | 14,94        | 7 175       | 15,54       |  |
|                | André Bossanne          | MRP            | 5 379        | 11,79        | Retrait     | Retrait     |  |
|                | Gérard Sibeud           | Modérés        | 2 592        | 5,68         | Retrait     | Retrait     |  |
|                | Charles Lahmery-Bozambo | UNR            | 2 577        | 5,65         | Retrait     | Retrait     |  |
|                |                         |                |              |              |             |             |  |
| Inscrits       | Inscrits                | Inscrits       | 62 077       | 100,00       | 62 131      | 100,00      |  |
| Abstentions    | Abstentions             | Abstentions    | 15 925       | 25,65        | 15 575      | 25,07       |  |
| Votants        | Votants                 | Votants        | 46 152       | 74,35        | 46 556      | 74,93       |  |
| Blancs et nuls | Blancs et nuls          | Blancs et nuls | 535          | 1,16         | 393         | 0,84        |  |
| Exprimés       | Exprimés                | Exprimés       | 45 617       | 98,84        | 46 163      | 99,16       |  |